# 志賀高原殺人事件
『志賀高原殺人事件』（しがこうげんさつじんじけん）は、西村京太郎の長編推理小説。1989年に徳間書店トクマ・ノベルズから刊行され、その後文庫化もされた。
2011年10月10日にTBS「月曜ゴールデン」で渡瀬恒彦主演で実写化されている。 
「黒姫伝説」に絡め、一人の刑事の悲恋がつづられている佳作。

## ストーリー
警視庁捜査一課、十津川班に所属する清水刑事に恋人が出来た。彼女の名前は広田みや子、とある大学に通う学生だ。その彼女と、志賀高原に旅行に行く事になった清水刑事。彼は婚前旅行のつもりだったが、肝心のみや子が姿を消してしまい、困惑してしまう。その翌日、戻ってきたみや子と共にスキーを楽しんでいると、一発の銃声が轟き、清水の目の前でみや子が射殺されてしまった。
「黒姫に…」それが彼女のダイイング・メッセージだった。
彼女がなぜ殺されたのか、真相を探ろうとした清水刑事は、昨日目の前から姿を消したみや子が野尻湖へ行っていた事を突き止め、自分もそこへ向かってみる事にする。地元の駐在に協力を仰ぎ、付近を捜索する清水刑事。すると、一件の別荘におかしな点を発見した。別荘のオーナーは久保満、住所は東京になっている。部下を心配した十津川警部は、その久保という男にあってみる事にした。久保の印象に不可解な点を感じた十津川。彼の過去を探ってみると、なんと飯縄高原で猟銃の誤射事件に巻き込まれていたことが判明して…。
テレビドラマではストーリーが少し改変されている。

## 登場人物

### 警視庁捜査一課
- 十津川省三
- 亀井定雄
- 清水新一

### 長野県警
- 望月警部
- 金村刑事

### 事件関係者
- 久保満 - 経堂に住む貿易会社社長
- 野口俊吾 - 久保の友人。二年前に誤射事件を起こして服役中
- 大野木明 - 久保の秘書兼ボディガード
- 吉田みどり - ホステス。久保のガールフレンドの一人
- 五十嵐くみ - 野口が二年前に射殺してしまった女性カメラマン
- 橋本豊 - 私立探偵。元十津川の部下
- 広田みや子 - 清水刑事の恋人

## テレビドラマ

### 2011年版
『十津川警部シリーズ45・志賀高原殺人事件〜黒姫伝説の謎〜』は、TBS系列の2時間ドラマ『月曜ゴールデン』（毎週月曜日21:00 - 22:54、JST）で2011年10月10日に放送された。主演は渡瀬恒彦。
テレパック制作。
キャスト
- 十津川警部 - 渡瀬恒彦
- 亀井刑事 - 伊東四朗
- 広田みや子 - 上野なつひ
- 久保満 - 布施博
- 野口俊吾 - 有薗芳記
- 金村刑事 - 比留間由哲
- 本多捜査一課長 - 小野ヤスシ
- 安原刑事 - 山村紅葉
- 小西刑事 - 中西良太
- 村川刑事 - 古川りか
- 斎藤刑事 - 江端英久
- 島田刑事 - 清野秀美
- 山下刑事 - 山田アキラ
- 小林刑事 - 内山翔人
- 大乃木明 - 菅原卓磨
- 望月警部 - 城戸裕次
- 吉田みどり - 高久ちぐさ
- 平川修 - 藤木孝
- その他 - 山野史人、日向勉、富田麻帆、下総源太朗、佐伯花恵、瀬戸早妃、阪田瑞穂、萬歳光恵